# Pero Vaz Bisagudo
Pero Vaz Bisagudo de seu nome Pero Vaz da Cunha de cognome Bisagudo, foi um navegador português do século XV.

## Biografia
Filho bastardo de Nuno da Cunha, o Velho, Camareiro-Mor do infante D. Fernando, Duque de Viseu.
Pero Vaz Bisagudo era desde muito cedo bem colocado na corte real pela influência de seu pai. Em 1489, D. João II de Portugal encarregou-o do comando de vinte caravelas para ajuda a um príncipe senegalês dos jalofos, baptizado com nome português D. João Bemoin.
D. João Bemoin tinha a sua autoridade local gravemente afectada. Assim, D. João II, no interesse de estabelecer alianças e autoridade através dos regentes locais, enviou uma armada de 20 caravelas. No entanto, esta decisão ocultava a verdadeira natureza da missão, que era a de construir uma fortaleza nas costas do Senegal, devendo Pero Vaz da Cunha tomar capitania quando terminada. No entanto não foi bem sucedido e a expedição acaba tragicamente.
Chegados à foz do Rio Senegal e iniciada a construção da fortaleza, Pero Vaz da Cunha assassina Bemoin por suspeitas de traição.
João de Barros diz o seguinte sobre este episódio: "o que mais condenou à morte D. João Bemoin foi começar alguma gente adoecer por seu lugar, doentio que ele, Pero Vaz, mais temeu que a traição, como quem havia de ficar na fortaleza, depois que fosse feita" (Década I, Livro III, Capítulo VIII). Por este facto não mais foi chamado pela coroa para desempenhar qualquer outra missão.
Todavia o seu nome aparece ligado ao descobrimento do Brasil, mas apenas devido ao seu interesse pela cartografia. É referido na Carta de Mestre João como detentor de um mapa que indicava "o sytio desta terra, empero aquel mapamundi non certyfica esta terra ser habytada, o no: es mapamundi antiguo e ally hallará vosa alteza escrita tam byen la mina", o que reforça a tese dos que sustentam um anterior conhecimento do Brasil. Presume-se ser o mapa uma reprodução do Andrea Bianco (1448), onde parece indicada a "ixola otinticha, a ponête 1500 mile". Como obteve esse mapa é ainda hoje motivo de especulação.